# Bill Guttentag

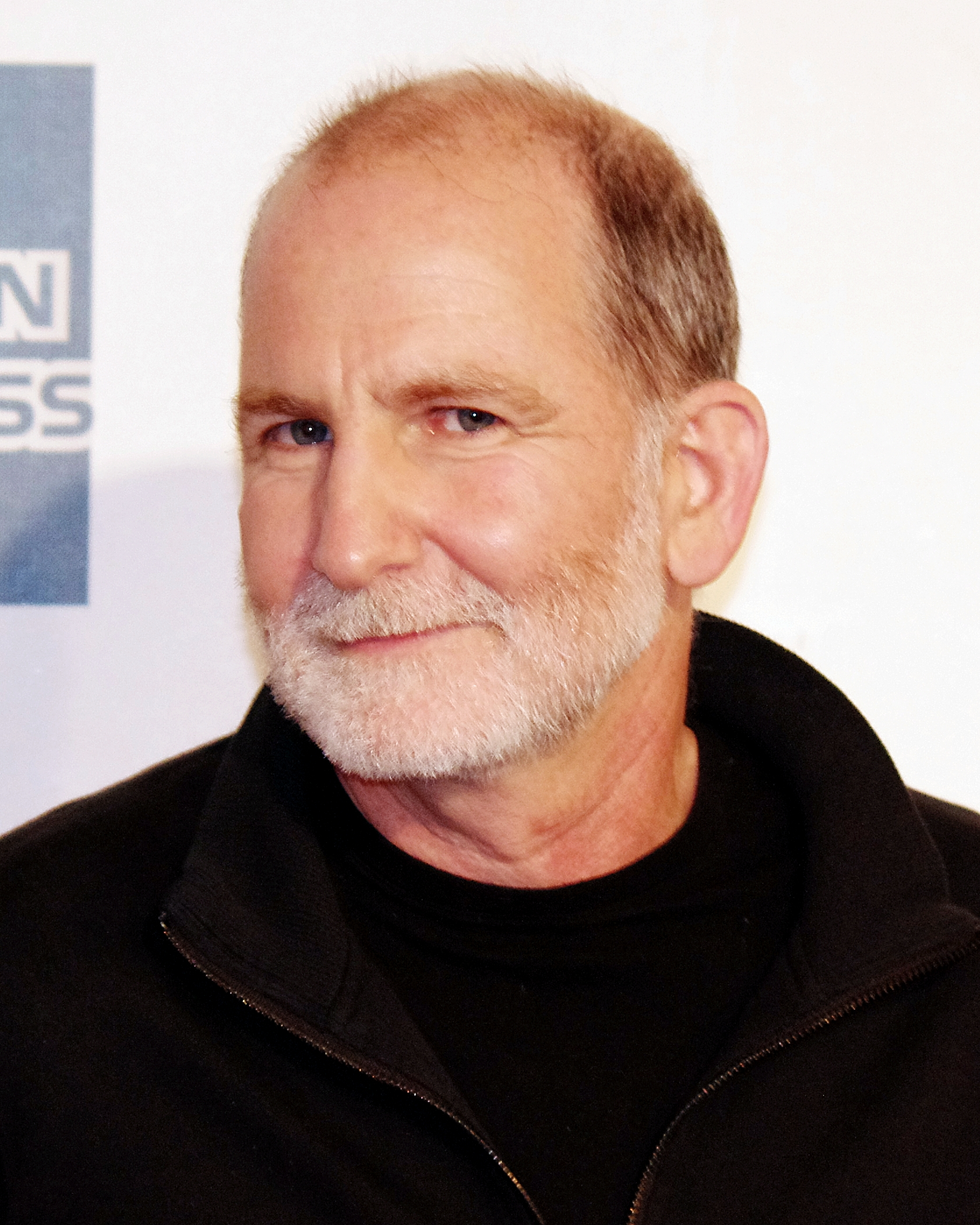
Bill Guttentag (2012)

William S. „Bill“ Guttentag (* 1. Oktober 1958 in Brooklyn, New York  City) ist ein US-amerikanischer Drehbuchautor, Regisseur und Filmproduzent.

## Leben
Guttentag begann seine Filmkarriere 1987, als er zusätzliches Material zum Filmdrama Hot Shot – Der Weg zum Sieg mit Pelé schrieb. Im darauf folgenden Jahre war er zusammen mit Malcolm Clarke Drehbuchautor, Produzent und Regisseur des Dokumentar-Kurzfilmes You Don’t Have to Die. Der für HBO entstandene Film über den Kampf eines Jungen gegen seine Krebserkrankung wurde 1989 mit dem Oscar ausgezeichnet. Bis 1995 erhielt er drei weitere Oscar-Nominierungen, ohne jedoch den Preis erneut gewinnen zu können. 1995 wurde seine Dokumentation 5 American Kids – 5 American Handguns für den Emmy nominiert, 1999 erhielt er für seinen Beitrag zur Fernsehserie America Undercover seinen ersten Emmy. 2002 drehte er für den Fernsehsender NBC die Realityshow Crime & Punishment, ein Spin-off der Serie Law & Order. Seinen zweiten Oscar gewann er 2003 für Twin Towers, einer Dokumentation über zwei bei den  Terroranschlägen vom 11. September 2001 ums Leben gekommene Brüder. 2007 drehte Guttentag mit Eva Mendes in der Hauptrolle das Filmdrama Live!. Im selben Jahr entstand die mit einem Emmy prämierte Dokumentation Nanking über die Massaker von Nanking.
Seit 2001 lehrt Guttentag an der Stanford University.

## Filmografie (Auswahl)
- 1988: You Don’t Have to Die

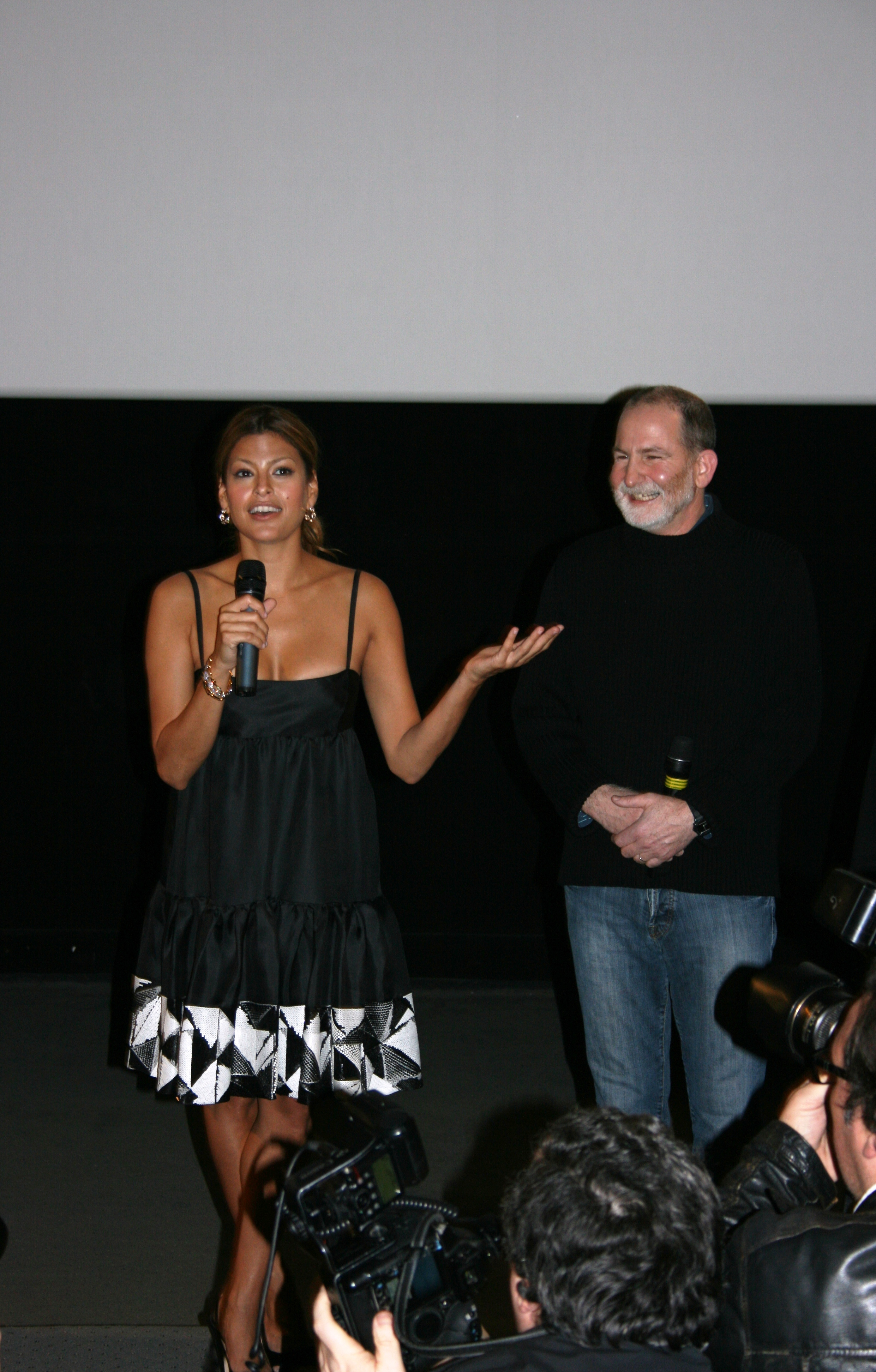
Eva Mendes und Bill Guttentag bei einer Vorpremiere von Live! in Paris (Januar 2008)

- 1989: Crack USA: County Under Siege
- 1991: Death on the Job
- 1992: The Cocaine War: Lost in Bolivia
- 1994: Blues Highway
- 1995: 5 American Kids – 5 American Handguns
- 1998: The Last Days of Kennedy and King
- 1998: America Undercover
- 2003: Twin Towers
- 2007: Nanking
- 2007. Live!
- 2009: Soundtrack for a Revolution
- 2012: Knife Fight – Die Gier nach Macht (Knife Fight)
- 2015: Only the Dead
- 2019: Sublime
- 2020: That Animal Rescue Show
- 2021: Groomed
- 2024: Spyral
- 2025: Rule Breakers

## Auszeichnungen (Auswahl)
- 1989: Oscar für You Don’t Have to Die
- 1990: Oscar-Nominierung für Crack USA: County Under Siege
- 1992: Oscar-Nominierung für Death on the Job
- 1995: Oscar-Nominierung für Blues Highway
- 1995: Emmy-Nominierung für 5 American Kids – 5 American Handguns
- 1999: Emmy für America Undercover
- 2003: Oscar für Twin Towers
- 2009: Emmy für Nanking
- 2010: WGA-Award-Nominierung für Soundtrack for a Revolution